# Agonita tristicula
Agonita tristicula es un coleóptero de la familia Chrysomelidae.
Fue descrita científicamente por primera vez en 1922 por Julius Weise.